# Элеонора Ангальт-Цербстская
Элеонора Ангальт-Цербстская (нем. Eleonore von Anhalt-Zerbst; 10 ноября 1608, Цербст — 2 ноября 1681, Альс) — принцесса Ангальт-Цербстская, в замужестве — герцогиня Шлезвиг-Гольштейн-Зондербург-Норбургская.

## Биография
Элеонора — дочь князя Рудольфа Ангальт-Цербстского и его первой супруги Доротеи Гедвиги, дочери герцога Генриха Юлия Брауншвейг-Вольфенбюттельского. Мать Элеоноры умерла при следующих родах спустя год после её рождения.
15 февраля 1632 года в Норбурге Элеонора вышла замуж за герцога Фридриха Шлезвиг-Гольштейн-Норбургского (1581—1658), став его второй женой. Герцогский двор в Норбурге содержался в крайне стеснённых условиях, а при правлении пасынка Элеоноры герцога Иоганна Богислава в 1669 году был признан банкротом и вернулся в ведение датской короны. Элеонора умерла в своих вдовьих владениях на острове Альс и была похоронена рядом с мужем в церкви Экена.

## Потомки
- младенец (1633)
- Елизавета Юлиана (1634—1704), замужем за герцогом Антоном Ульрихом Брауншвейг-Вольфенбюттельским
- Доротея Гедвига (1636—1692), аббатиса Гандерсгеймского монастыря в 1665—1678 годах, затем замужем за графом Кристофом Ранцау-Гогенфельдским (1625—1696)
- Кристиан Август (1639—1687), адмирал британского флота
- Луиза Амёна (1642—1685), замужем за графом Иоганном Фридрихом I Гогенлоэ-Нейенштейн-Эрингенским (1617—1702)
- Рудольф Фридрих (1645—1688), военачальник на голландской службе, женат на графине Бибиане фон Промниц (1649—1685)